# Rue de la Renfermerie
La  rue de la Renfermerie est une voie de la commune française de Reims, dans le département de la Marne, en région Grand Est.

## Situation et accès
La rue de la Renfermerie est comprise entre la rue du Général-Sarrail et la Rue Thiers.
La rue appartient administrativement au quartier Centre-ville de Reims.

## Origine du nom
L’origine du ce nom viendrait d’un établissement primitivement utilisé pour l’enfermement de femmes infirmes et mendiantes, des jeunes filles abandonnées ou débauchées, d’où son nom de « Renfermerie des femmes et filles ». Une partie des bâtiments contenaient des cellules pour l’enfermement des « fous ».

## Historique
Outre sa fonction première, l’établissement est agrandi par rachat de maisons grâce aux différents legs qu’ils étaient d’usage, à l’époque, de faire à son décès.
Selon Prosper Tarbé « La ville qui luttait contre la mendicité ; les fainéant et les débauchés de la charité » les enferma dans cet établissement.
La maison des jésuites, vacante du fait de leur exclusion de la ville vers 1762, se substitua à la Renfermerie.
La destruction des bâtiments de la Renfermerie, vers 1766 permit le percement de la rue Rouillé.
La rue a été élargie lors de la reconstruction après les dégâts de la grande guerre.

## Le grand renfermement
La pratique de l’enferment n’est pas exclusive de la ville de Reims. Les historiens l’analysent comme un changement de posture à partir du XVIIème siècle. L’assistance « charitable » est remplacée par la répression à l'égard de la mendicité et du vagabondage.

## Bâtiments remarquables et lieux de mémoire
- Au n°1 : immeuble de l’architecte Émile Fanjat (1887-1954), avec des ornements de façade en forme de grappe de raisin ou de roses ou des ferronneries « art déco ».
- Au n°8 : maison art déco de l’architecte Émile Maigrot, permis délivré en 1925, récemment rehaussée.